# Kenneth Allott
Kenneth Allott (1911-1973) fue un poeta y académico galés, y una autoridad sobre Matthew Arnold. Ostentó un cargo en la Universidad de Liverpool desde 1947. 
Su poesía se publicó en Poems (1938 Hogarth Press), The Ventriloquist's Doll (1943, Cresset Press) y Collected Poems (1975, Secker & Warburg). 
Editó: 
- The poems of William Habington (1948)
- The Penguin Book of Contemporary Verse (1918-1960) (1950)
- Selected poems of Winthrop Mackworth Praed (1953)
- Five Uncollected Essays of Matthew Arnold (1953)
- The Poems of Matthew Arnold (1965).

- Datos: Q6389808